# Club Calcio Catania 1947-1948
Questa voce raccoglie le informazioni riguardanti il Club Calcio Catania nelle competizioni ufficiali della stagione 1947-1948.

## Stagione
La stagione 1947-1948 ha visto il Catania vincere il proprio girone con 47 punti, uno in più della Reggina, la squadra etnea ottiene in questo modo l'ammissione alla nuova Serie C a quattro gironi. La ristrutturazione avviata dalla Federazione nell'immediato dopoguerra, prevede una drastica riduzione degli organici di Serie C, che passa per il blocco della promozione al campionato cadetto. La Serie C deve ridursi da 18 a 4 raggruppamenti, organizzati su scala nazionale. Solo le prime quattro di ogni torneo manterranno la categoria. Nelle trenta giornate di campionato mette insieme 21 vittorie, 5 pareggi e 4 sconfitte, realizzando 63 reti e subendone 26. Con un bottino di 18 reti Arnaldo Cadei sarà il capocannoniere di stagione. Il girone T della Serie C è composto da 14 squadre siciliane con l'aggiunta di 2 calabresi, Reggina e Gioiese.

## Rosa
| N. |                   | Ruolo | Calciatore        |
| -- | ----------------- | ----- | ----------------- |
|    | Italia (bandiera) | C     | Faustino Ardesi   |
|    | Italia (bandiera) | C     | Mario Barbiani    |
|    | Italia (bandiera) | A     | Walter Beligni    |
|    | Italia (bandiera) | A     | Arnaldo Cadei     |
|    | Italia (bandiera) | A     | Giovanni Calvani  |
|    | Italia (bandiera) | D     | Gaetano Catacchio |
|    | Italia (bandiera) | C     | Angelo Chiarenza  |
|    | Italia (bandiera) | P     | Gino Conti        |
|    | Italia (bandiera) | C     | Giuseppe Faita    |
|    | Italia (bandiera) | A     | Luigi Faita       |
|    | Italia (bandiera) | C     | Giuseppe Fardella |
|    | Italia (bandiera) | D     | Efeso Giannoni    |

| N. |                    | Ruolo | Calciatore                          |
| -- | ------------------ | ----- | ----------------------------------- |
|    | Italia (bandiera)  | P     | Cesare Goffi                        |
|    | Italia (bandiera)  | D     | Fernando Lomi                       |
|    | Italia (bandiera)  | A     | Umberto Marcoccio                   |
|    | Italia (bandiera)  | D     | Salvatore Mirabella                 |
|    | Italia (bandiera)  | D     | Carlo Molon                         |
|    | Italia (bandiera)  | A     | Nicolò Nicolosi                     |
|    | Italia (bandiera)  | C     | Armando Perrone                     |
|    | Italia (bandiera)  | C     | Giovanni Prevosti                   |
|    | Italia (bandiera)  | A     | Dante Rigamonti                     |
|    | Brasile (bandiera) | D     | Arsenio Rosalino Robespierri (Bibi) |
|    | Italia (bandiera)  | A     | Nunzio Scuderi                      |

## Risultati

### Serie C girone T

#### Girone di andata
| Arbitro: | Riolo (Palermo) |

|             |           |  |
| Scuderi 10’ | Marcatori |  |

| Arbitro: | Pranzo (Taranto) |

|  |           |                                      |
|  | Marcatori | 4’ Beligni 44’ Rigamonti 54’ Calvani |

| Arbitro: | Cilento (Soverato) |

|  |           |           |
|  | Marcatori | 81’ Cadei |

| Arbitro: | Ruggero (Napoli) |

|           |           |  |
| Cadei 26’ | Marcatori |  |

| Arbitro: | Cugliandro (Reggio Calabria) |

|  |           |                         |
|  | Marcatori | 10’ Pipitone 30’ Rubino |

| Arbitro: | Santese (Taranto) |

|                                    |           |                                   |
| Zafferana 21’ Mirabella 85’ (aut.) | Marcatori | 12’, 34’ Cadei 47’, 75’ Rigamonti |

| Arbitro: | De Angelis (Salerno) |

|  |           |                |
|  | Marcatori | 47’, 60’ Cadei |

| Arbitro: | Profilo (Taranto) |

|                                          |           |  |
| Rigamonti 1’, 28’, 74’, 86’ Nicolosi 62’ | Marcatori |  |

| Arbitro: | De Crescenzo (Napoli) |

|                           |           |  |
| Nicolosi 35’ Prevosti 86’ | Marcatori |  |

| Arbitro: | Paudice (San Giorgio a Cremano) |

|                              |           |           |
| De Cerchio 8’ Bettinetti 53’ | Marcatori | 76’ Cadei |

| Arbitro: | Lo Cascio (Palermo) |

|            |           |            |
| Ardesi 45’ | Marcatori | 34’ Parini |

| Arbitro: | Colamarino (Torre del Greco) |

|             |           |             |
| Faita I 55’ | Marcatori | 86’ Scimone |

| Arbitro: | Mosca (Napoli) |

|                      |           |                            |
| Di Vincenzo 34’, 79’ | Marcatori | 57’, 63’, 89’ (rig.) Cadei |

| Arbitro: | Marchesi (Frattamaggiore) |

|               |           |             |
| Bercarich 63’ | Marcatori | 72’ Faita I |

| Arbitro: | Pranzo (Lecce) |

|                            |           |            |
| Prevosti 71’ Rigamonti 85’ | Marcatori | 77’ Raciti |

#### Girone di ritorno
| Arbitro: | Leone (Palermo) |

|           |           |  |
| Banini 1’ | Marcatori |  |

| Arbitro: | Ruggero (Napoli) |

|                           |           |            |
| Prevosti 3’ Catacchio 77’ | Marcatori | 19’ Romano |

| Arbitro: | Occhinegro (Taranto) |

|                         |           |            |
| Prevosti 5’ Perrone 80’ | Marcatori | 32’ Mamone |

| Arbitro: | Riolo (Palermo) |

|                         |           |          |
| Curto 69’ Crocivera 77’ | Marcatori | 2’ Cadei |

| Arbitro: | Paudice (San Giorgio a Cremano) |

|                              |           |                               |
| Giannitrapani 3’ Pedrini 53’ | Marcatori | 20’ Prevosti 40’, 75’ Perrone |

| Marsala 14 marzo 1948 20ª giornata | Marsala             | 0 – 0 | Catania | Stadio Municipale\| Arbitro: \| Cristianello (Bari) \| |
| Arbitro:                           | Cristianello (Bari) |       |         |                                                        |

| Arbitro: | Paudice (San Giorgio a Cremano) |

|                          |           |               |
| Prevosti 20’ Perrone 77’ | Marcatori | 47’ Zafferana |

| Arbitro: | Capaldo (Torre Annunziata) |

|                                               |           |                               |
| Cadei 13’, 76’, 80’ Calvani 31’ Chiarenza 90’ | Marcatori | 8’ Chiaruttini 85’ La Barbera |

| Arbitro: | De Crescenzo (Napoli) |

|  |           |                        |
|  | Marcatori | 46’, 63’, 83’ Prevosti |

| Arbitro: | Quaranta (Bari) |

|                                       |           |                |
| Ardesi 27’ (aut.) Correnti 57’ (rig.) | Marcatori | 52’, 53’ Cadei |

| Arbitro: | Genovese (Torre Annunziata) |

|                                              |           |  |
| Beligni 14’, 51’ Faita II 42’ Cadei 43’, 75’ | Marcatori |  |

| Arbitro: | Marchese (Frattamaggiore) |

|  |           |                                    |
|  | Marcatori | 10’ Calvani 65’ Cadei 85’ Prevosti |

| Arbitro: | Paudice (San Giorgio a Cremano) |

|                                    |           |             |
| Scimone 8’ Sparatore 77’ Nasca 83’ | Marcatori | 90’ Perrone |

| Arbitro: | Profilo (Taranto) |

|                                      |           |  |
| Prevosti 22’ Cadei 24’ Chiarenza 45’ | Marcatori |  |

| Arbitro: | Corallo (Lecce) |

|  |           |                          |
|  | Marcatori | 37’ Bercarich 72’ Sperti |

| Arbitro: | Coppolone (Bari) |

|             |           |                             |
| Moncada 85’ | Marcatori | 17’ Ardesi 25’, 37’ Perrone |